# 境親行
境 親行（さかい ちかゆき）は、江戸時代初期の武士。毛利氏家臣で長州藩士。父は町野隆俊（境隆俊）。子に境親重、境清治。

## 生涯
長州藩士・町野隆俊（境隆俊）の子として生まれる。
毛利秀就、綱広の二代に仕え、寛文3年（1663年）9月14日に死去。長男の政重は病身のため、次男の清治が後を継いだ。